# الناجين (فلم 1993)
فيلم الناجين (بالإنجليزية: Alive) ، هي فيلم أمريكي من نوع دراما وهي مقتبسة من القصة الحقيقية، أنتجت سنة 1993م، وتدور القصة حول سقوط طائرة السلاح الجوي الأورغوياني عام 1972م ونجاة طاقمها ووفاة من أحد زملائهم.

## وصلات خارجية
- مقالات تستعمل روابط فنية بلا صلة مع ويكي بيانات
- Alive على موقع أول موفي.